# Fränkische Schweiz-Museum

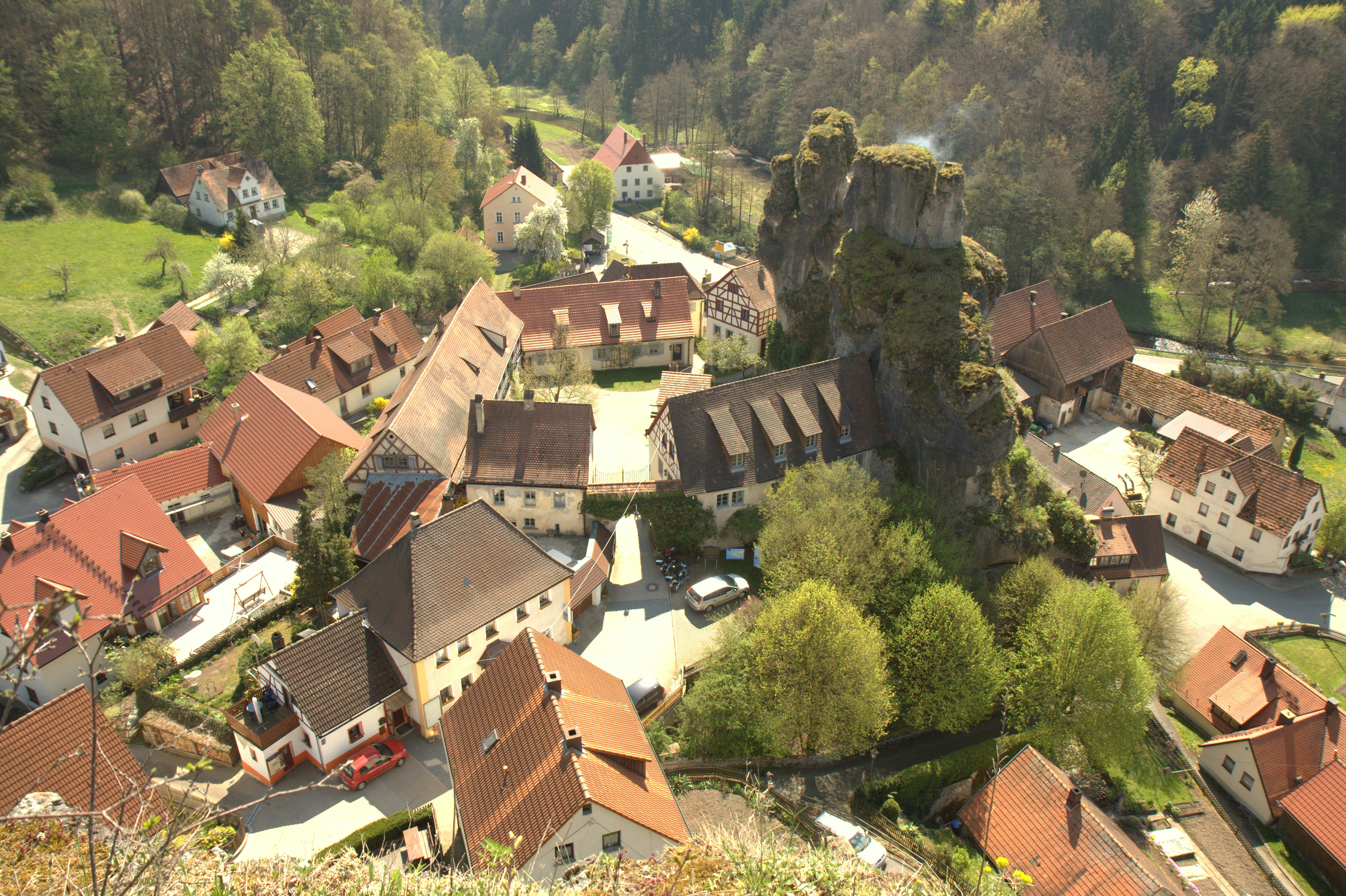
Das Fränkische Schweiz-Museum in den Gebäuden um den Judenhof

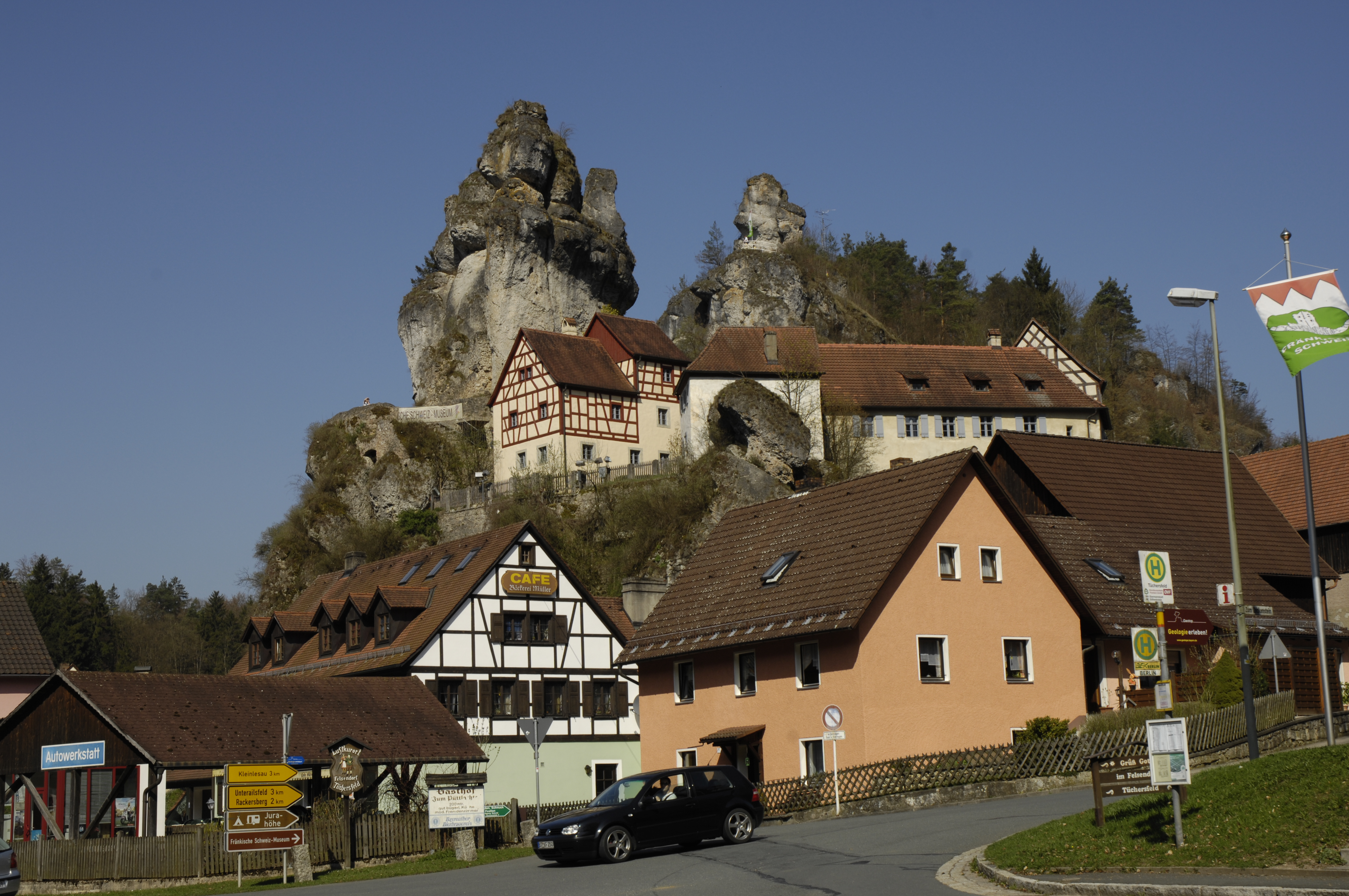
Das FSMT unterhalb der Felsen

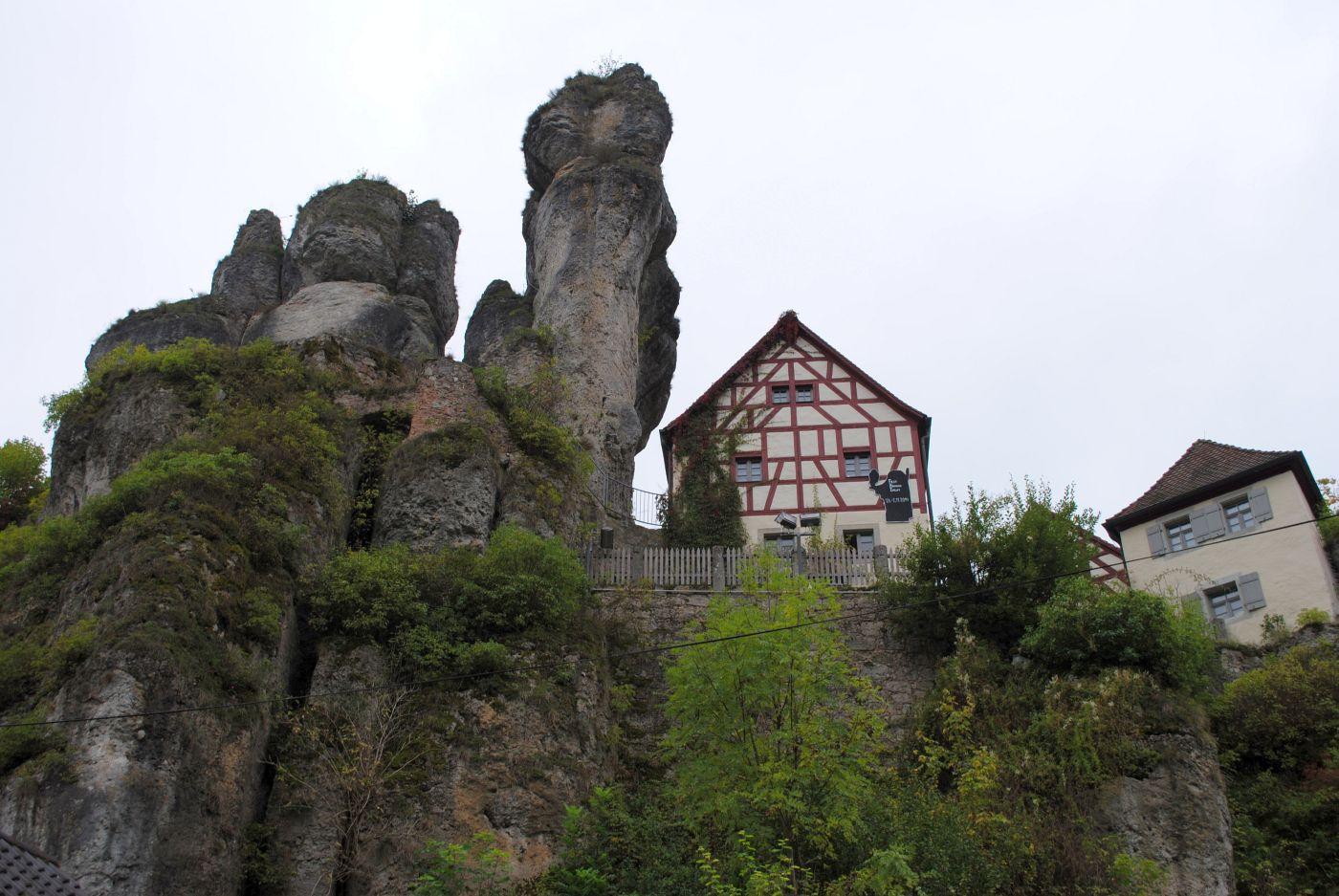
Blick vom Ort

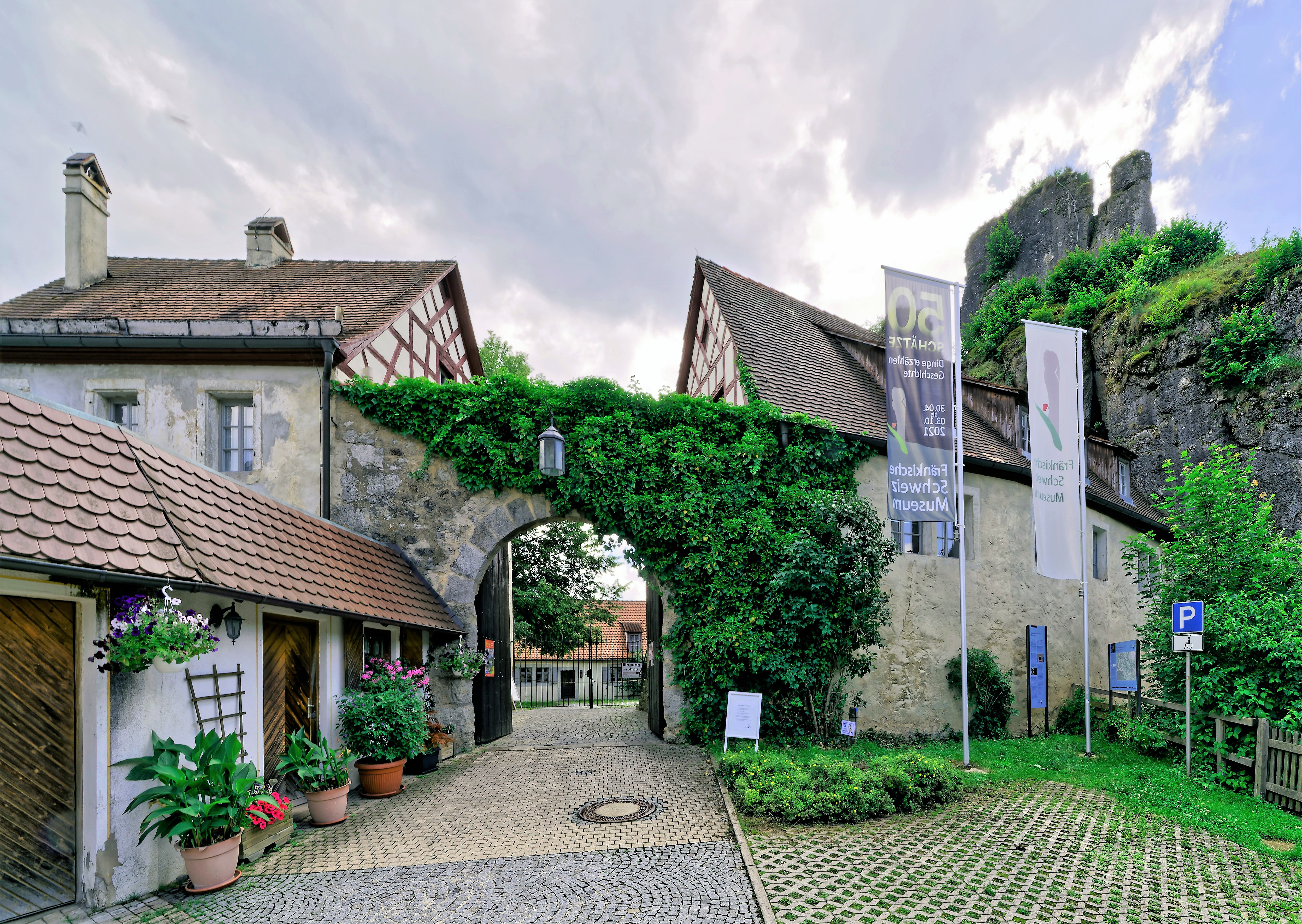
Der Eingangsbereich

Das Fränkische Schweiz-Museum (Abkürzung: FSMT) in Tüchersfeld ist ein Regionalmuseum, das auf ca. 800 m² Ausstellungsfläche, verteilt auf 43 Räume, einen umfassenden Überblick über die Fränkische Schweiz vermittelt. Das Museum ist in landschaftlich reizvoller Lage unterhalb hoch ragender Kalksteinfelsen im so genannten Judenhof, einem anstelle der im Dreißigjährigen Krieg vernichteten Unteren Burg Tüchersfeld errichteten Gebäudeensemble, untergebracht.

## Geschichte und Beschreibung
Das Museum wurde am 24. Juli 1985 eröffnet. Einen Schwerpunkt bildet die Geologie und Archäologie der Fränkischen Schweiz. Ausführlich wird die Entstehung der Schichten des Jura erläutert. Die neu konzipierte archäologische Abteilung zeigt unter anderem Werkzeuge des Neandertalers und erläutert die Jungsteinzeit sowie die Metallzeiten, also Bronzezeit und Eisenzeit, ausführlich anhand von Funden. Herausragend sind dabei die zahlreichen Funde auf den Reisberg bei Scheßlitz. Neuere Grabungsfunde sowie ein Modell der Burg Neideck mit deren Erscheinungsbild um 1300 verdeutlichen das Alltagsleben im Mittelalter.
In der historischen Ausstellung werden die – nur aufgrund der Kleinräumigkeit erklärbaren – Sonderabläufe der geschichtlichen Entwicklung in der Region näher gebracht. Besonders die religiöse Struktur der Fränkischen Schweiz und die daraus ablesbare herrschaftliche Situation in diesem Raum wird vermittelt. Höhepunkte sind das Wappenkalenderium der fränkischen Reichsritterschaft sowie eine großformatige Karte aus der Zeit des Siebenjährigen Krieges, in der detailgenau der Einfall des Prinzen Heinrich nach Franken mit zahlreichen Ortskarten dargestellt ist.
Einen Eindruck von früheren Lebensverhältnissen gewinnt man in den Abteilungen Wohnen und Arbeitsweisen. Handwerksgeräte sowie eine Einführung in die Zunftorganisation machen den zweiten Haupterwerbszweig der Bevölkerung – das Handwerk – deutlich. Trachten, Zeugnisse von Brauchtum und Volksfrömmigkeit helfen, das Bild abzurunden.
Die im Museum gesondert zugängliche originale Synagoge aus dem 18. Jahrhundert und die im Frauenbetraum ausgestellten und erläuterten Kultgeräte geben einen Einblick in religiöses Leben und Tradition jüdischer Landgemeinden in der Fränkischen Schweiz.
Bis zum Jahr 2018 wurde das Museum von dem Archäologen und Volkskundler Rainer Hofmann geleitet. Seit 2018 ist Dr. Jens Kraus der Museumsleiter.
Zahlreiche Sonderveranstaltungen (Vorträge, Seminare, Handwerkermärkte, Sonderausstellungen, Theater, Konzerte etc.) ergänzen die ständige Ausstellung. Ergänzend zu den verschiedenen Sammlungen bietet das Museum jedes Jahr zwei Ausstellungen, welche sich nicht zwangsläufig auf regionale Themen beziehen. Das Programm ist über die Webseite des Museums abrufbar.
Das Fränkische Schweiz-Museum ist seit einigen Jahren auf diversen Social-Media-Kanälen aktiv.

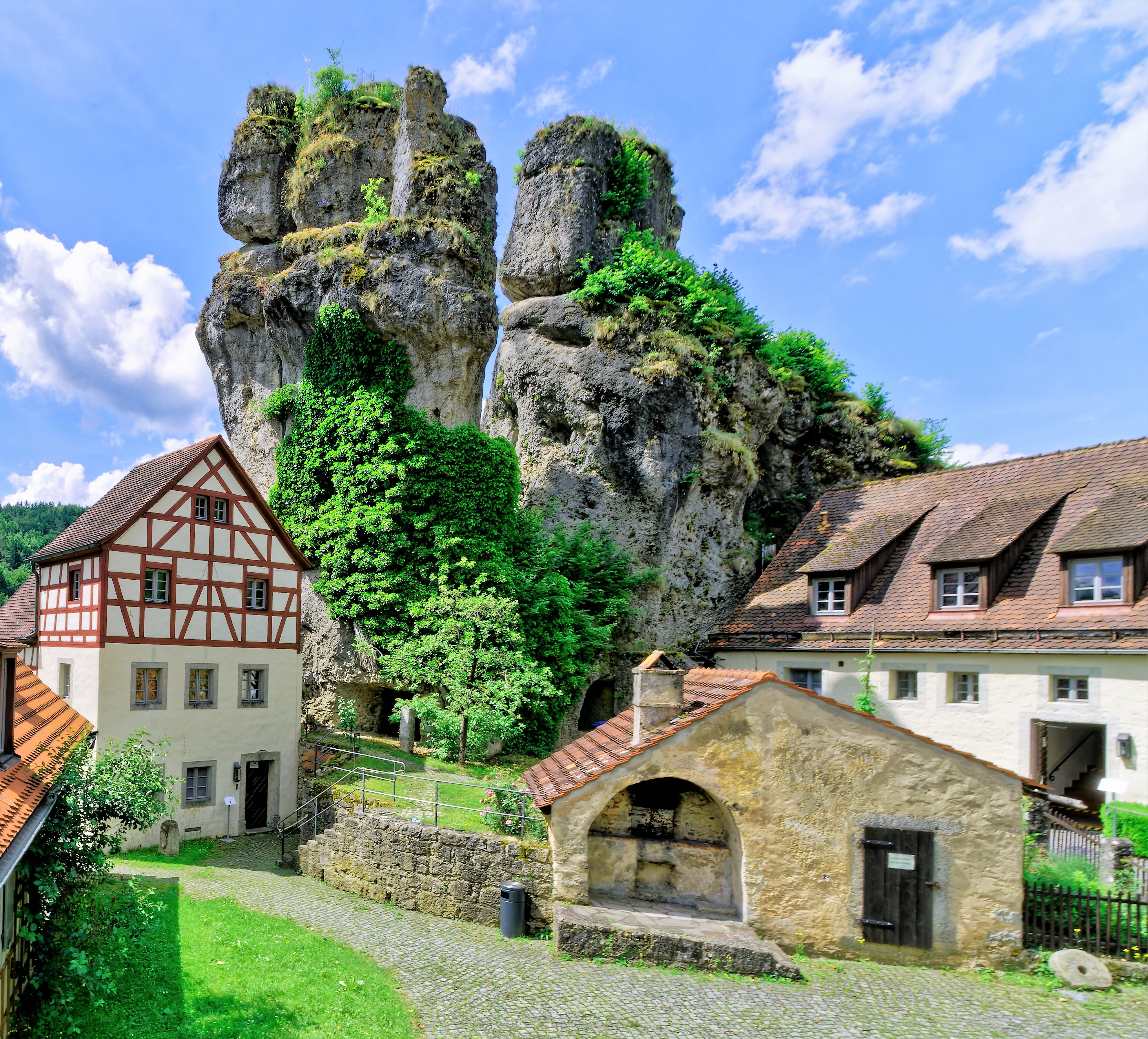
Gebäude des Museums unter den mächtigen Kalksteinfelsen.

Ein Rundgang durch das Fränkische Schweiz-Museum
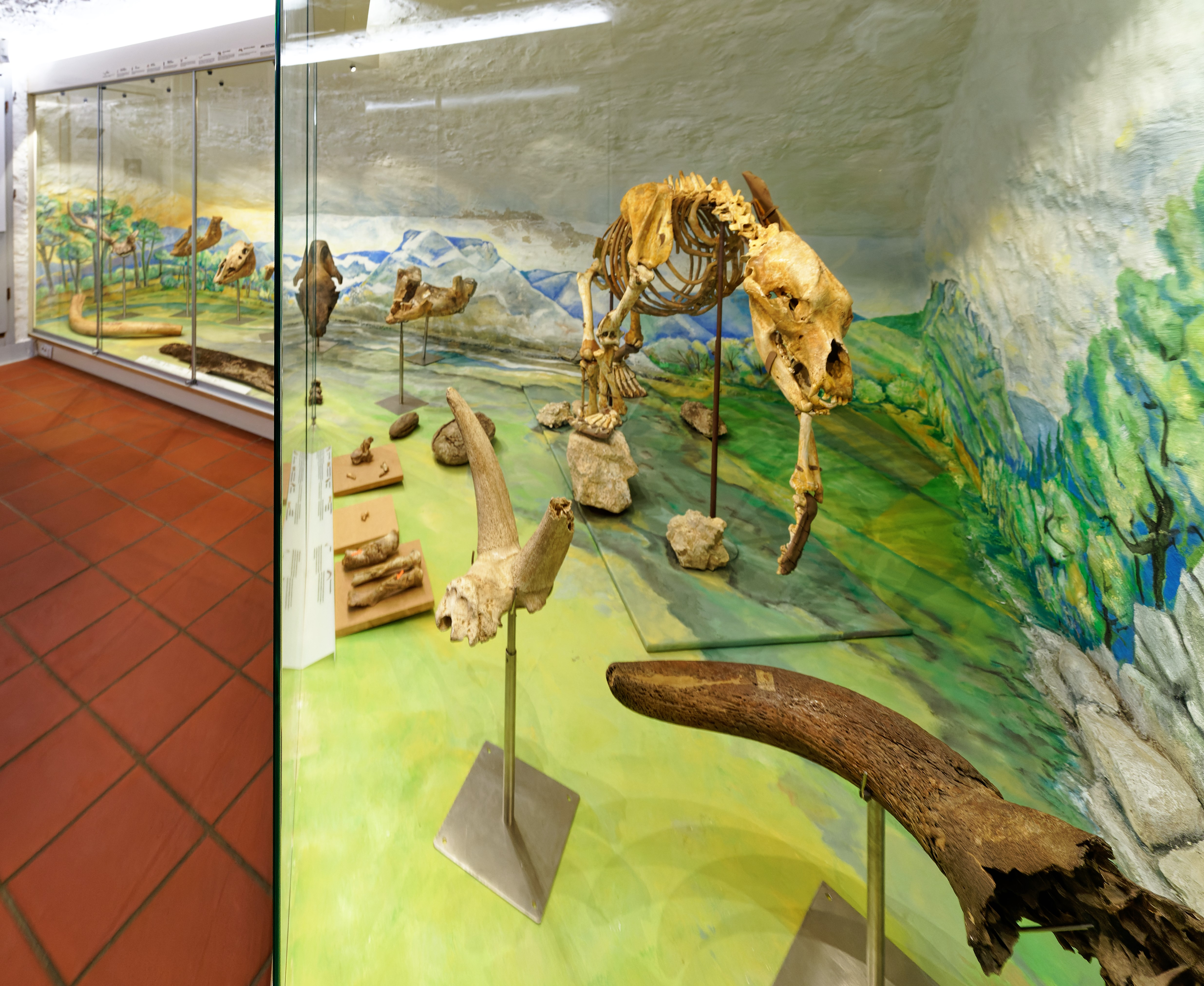
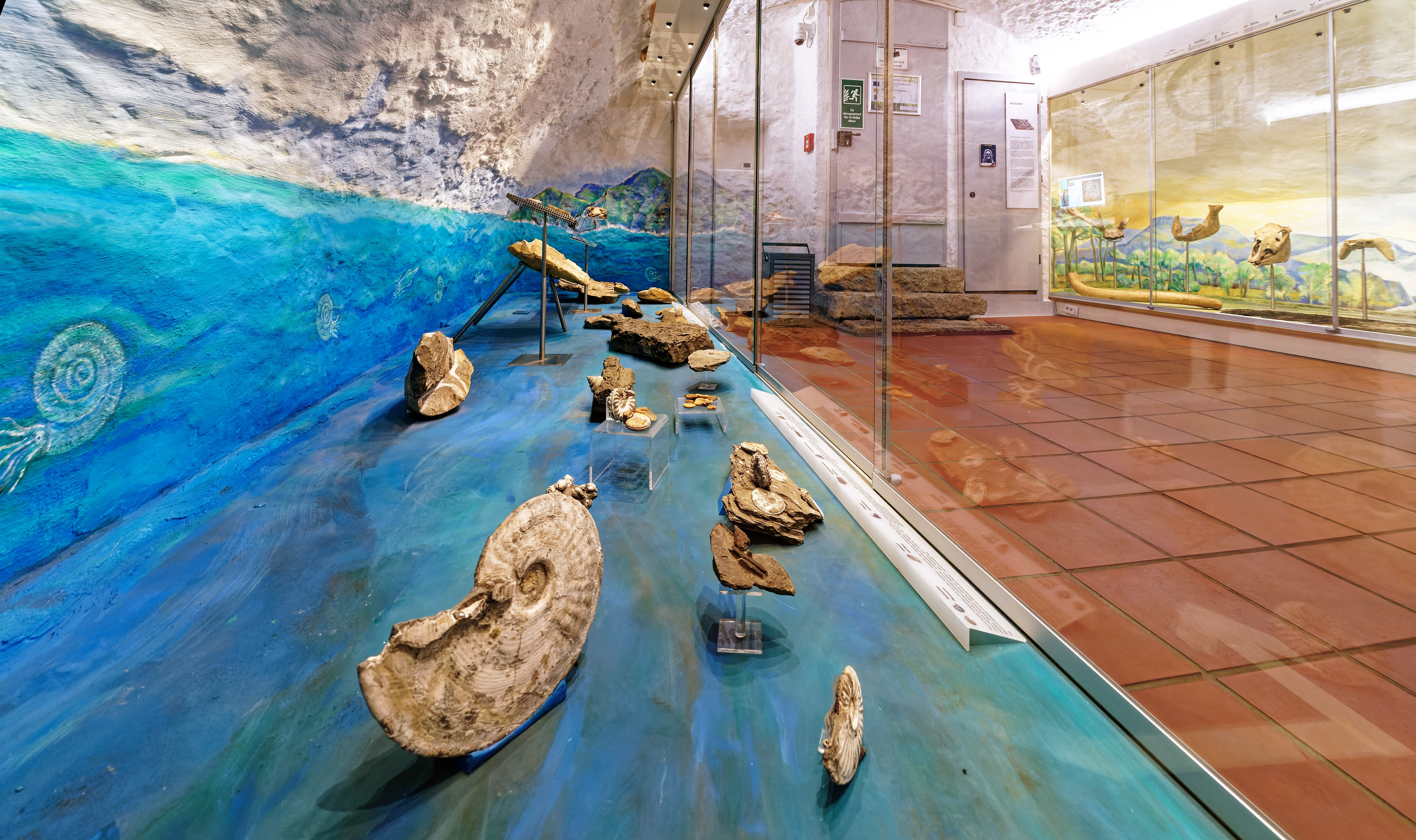
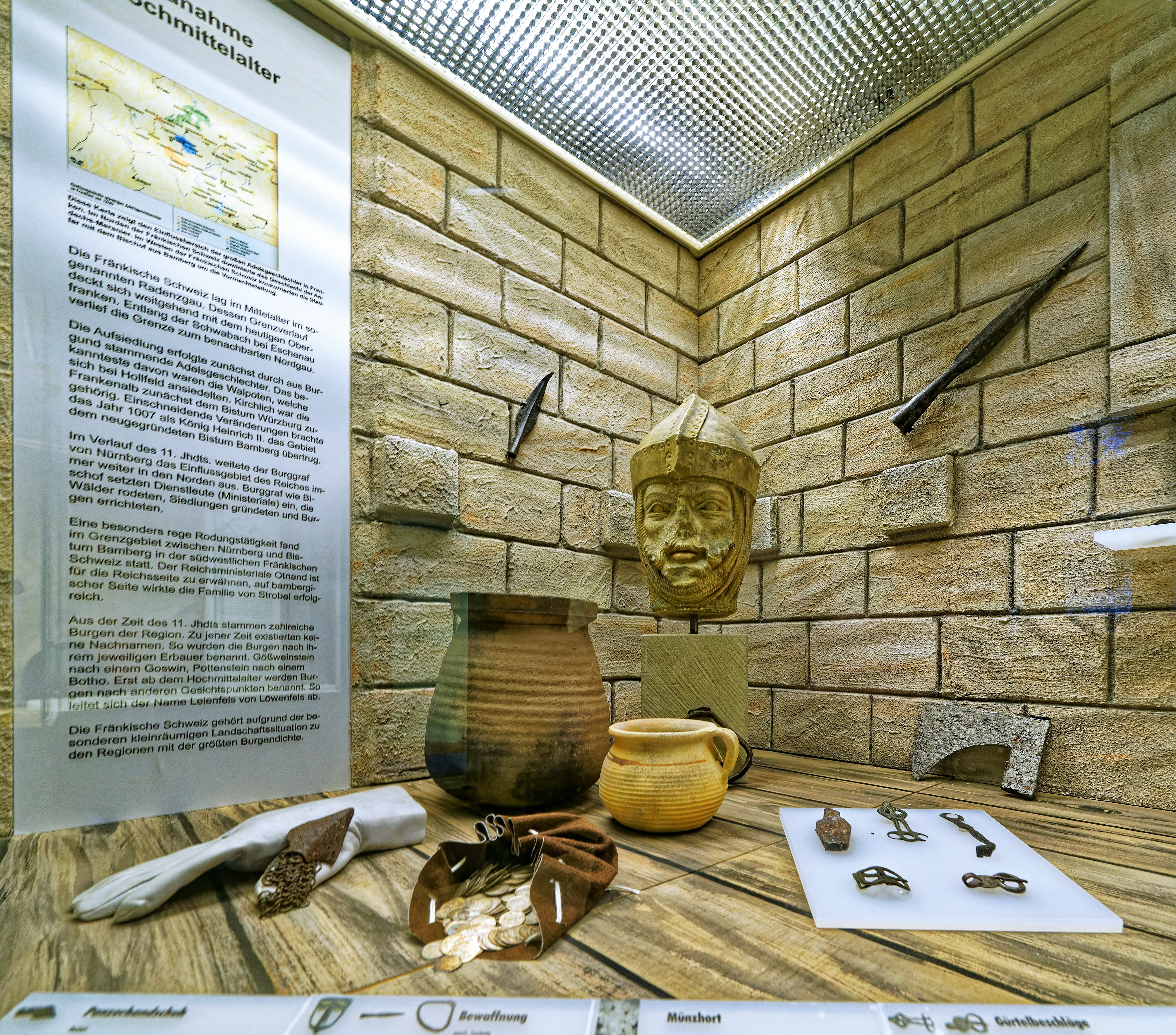
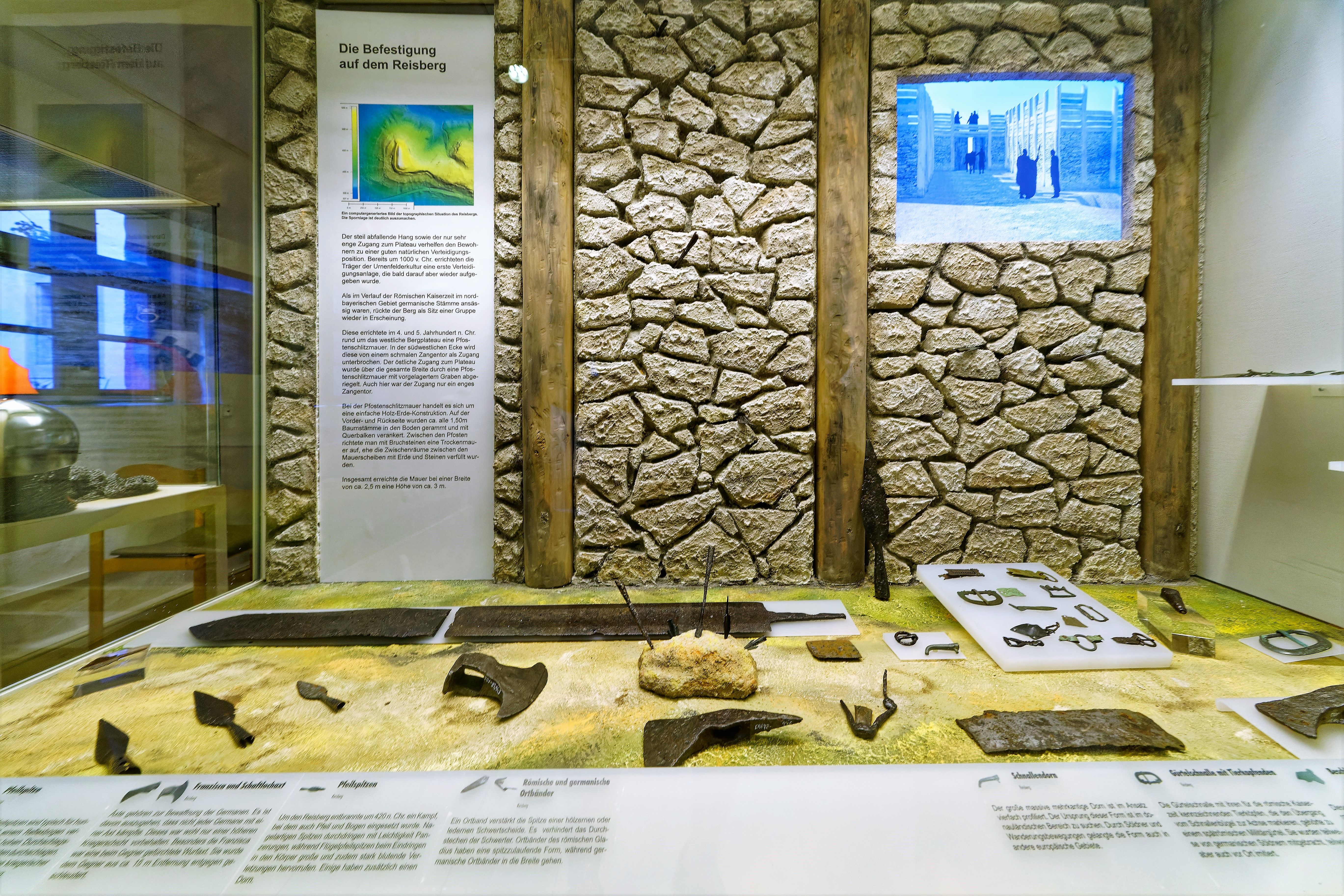
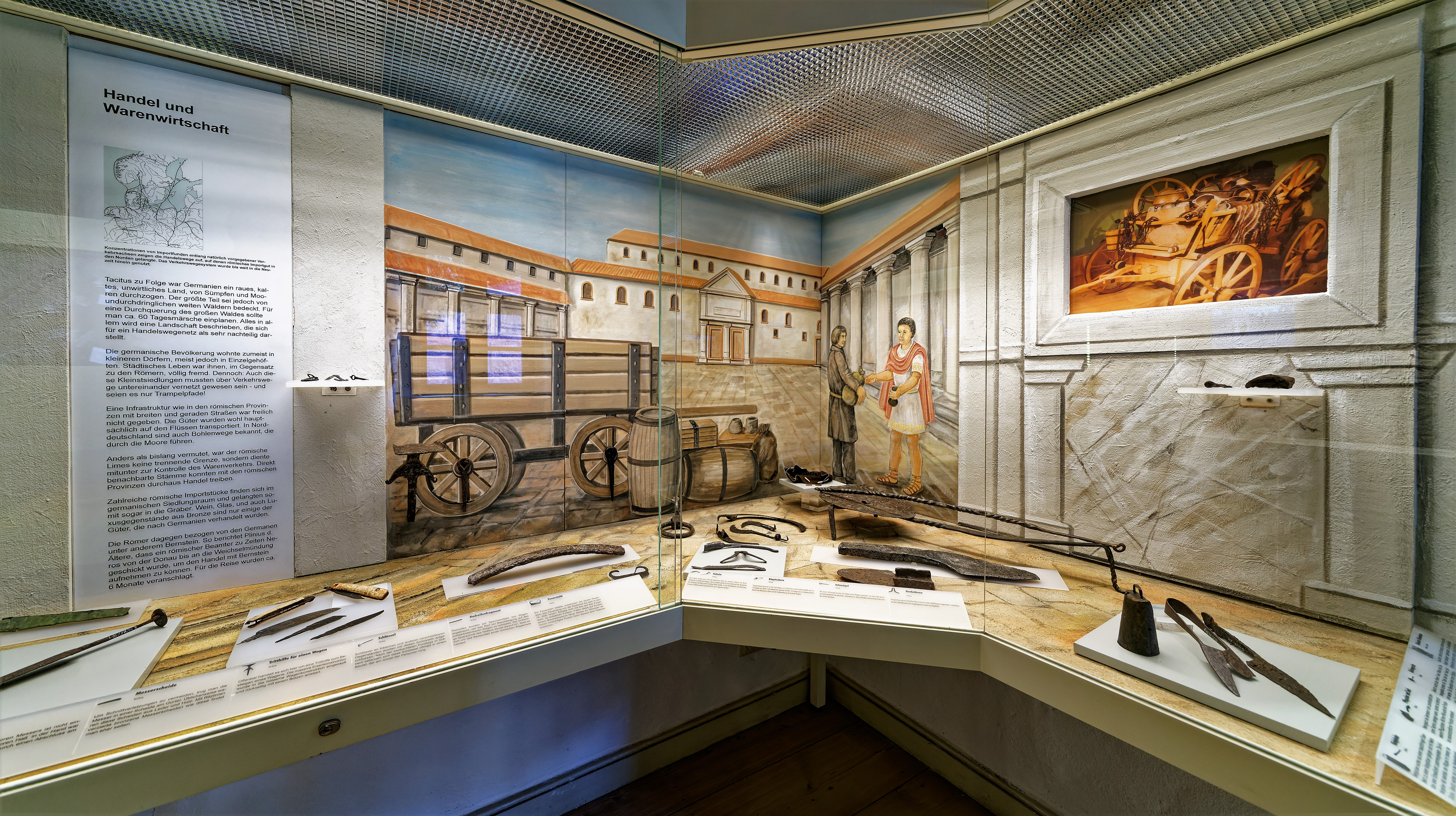
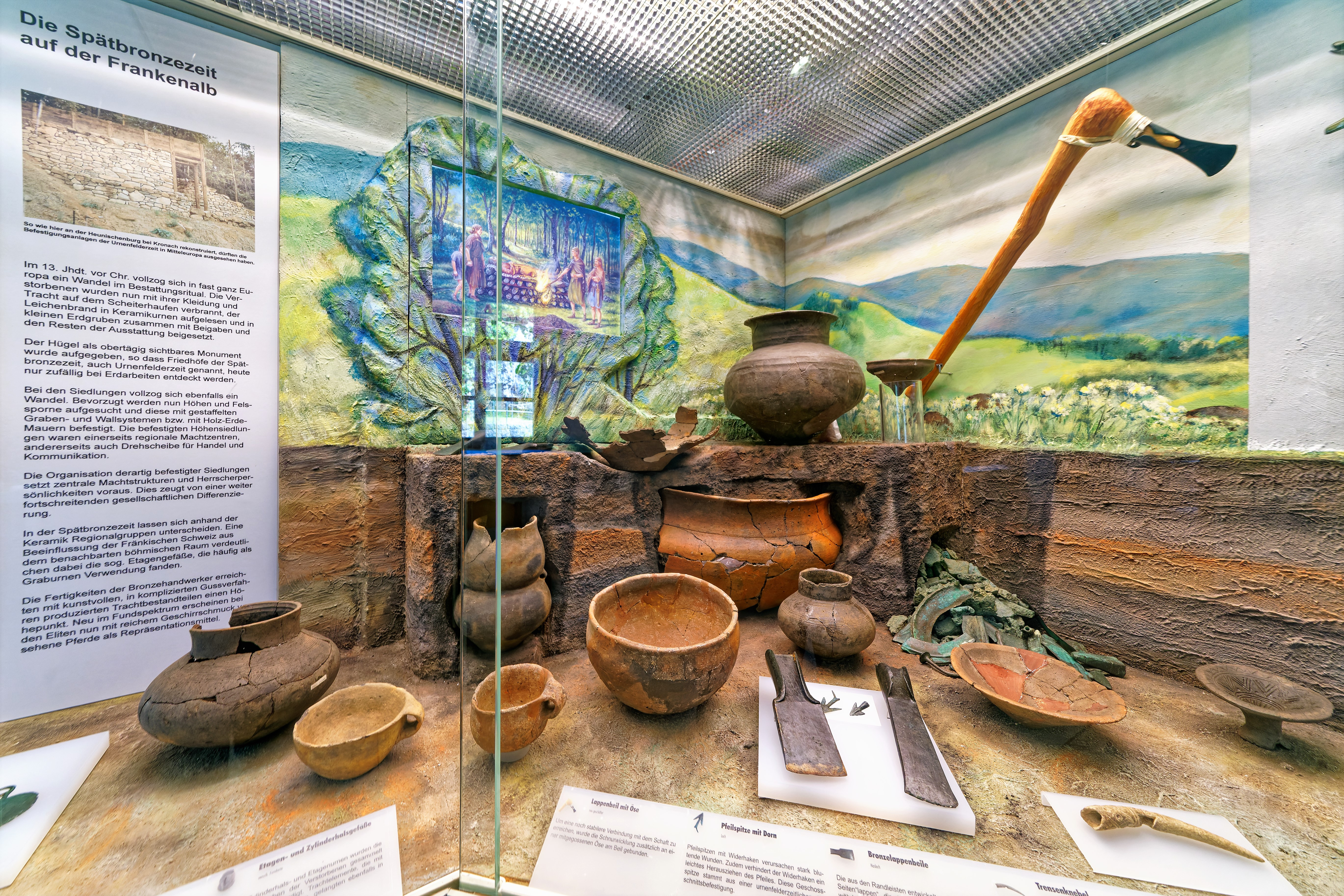
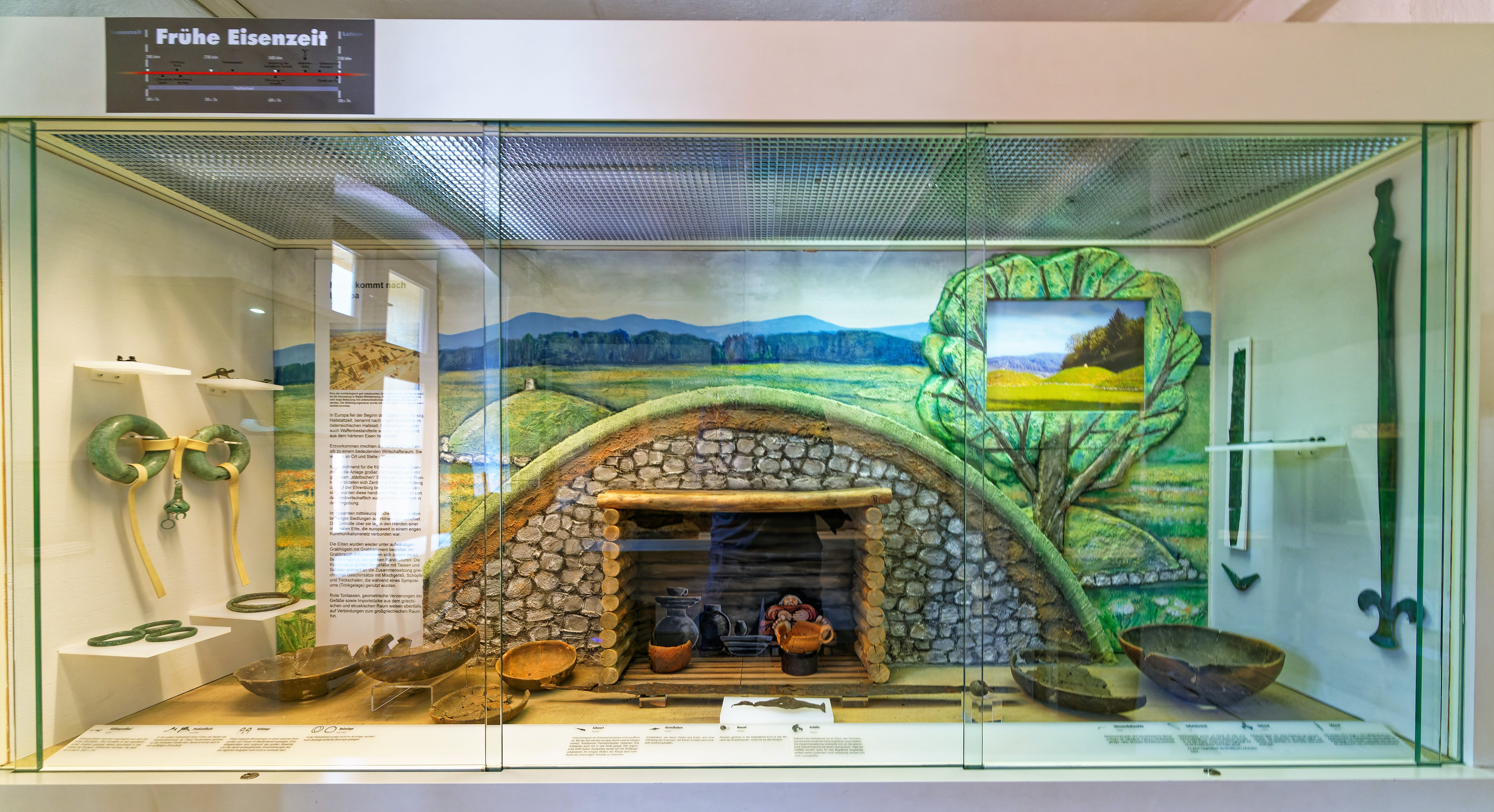
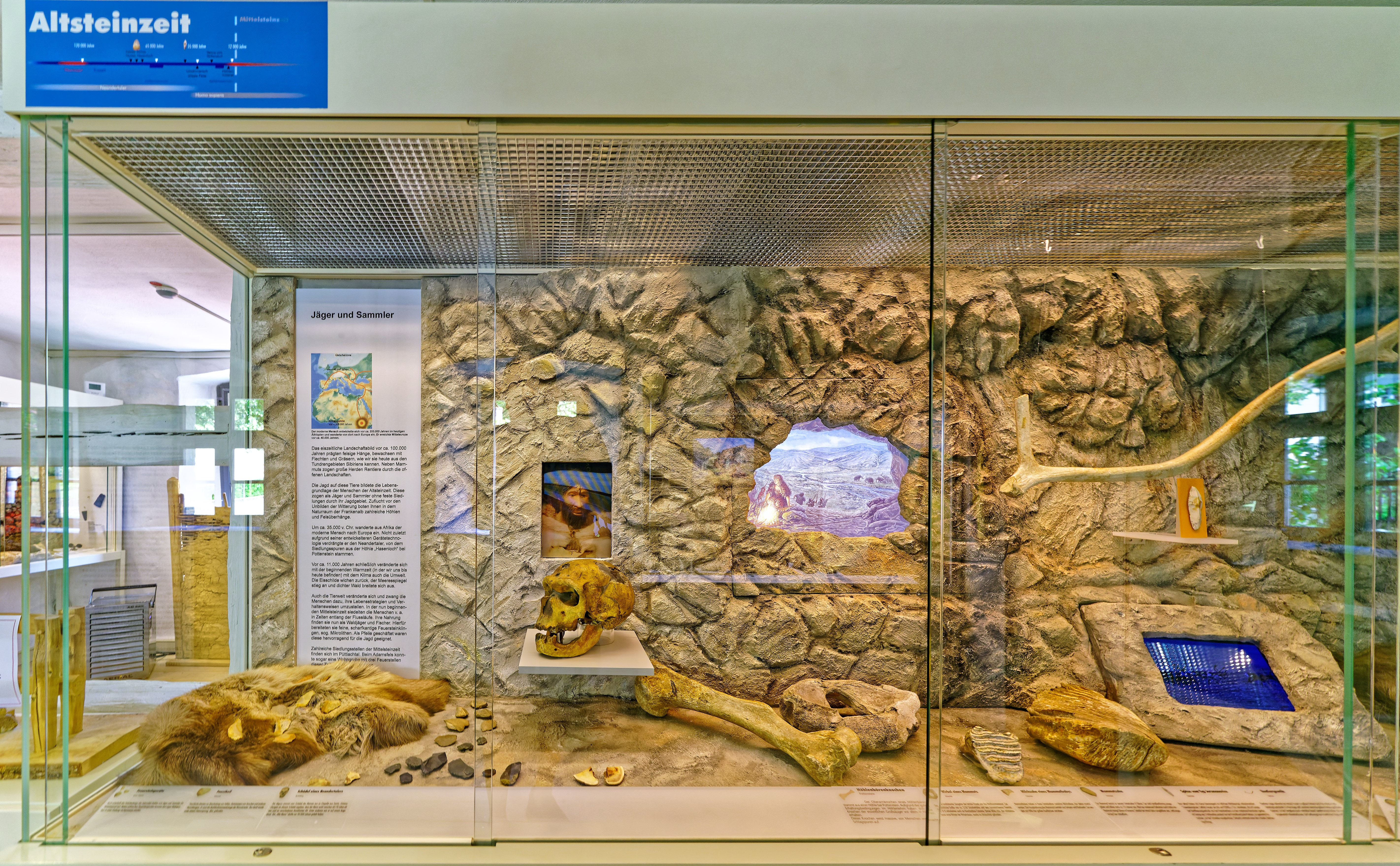
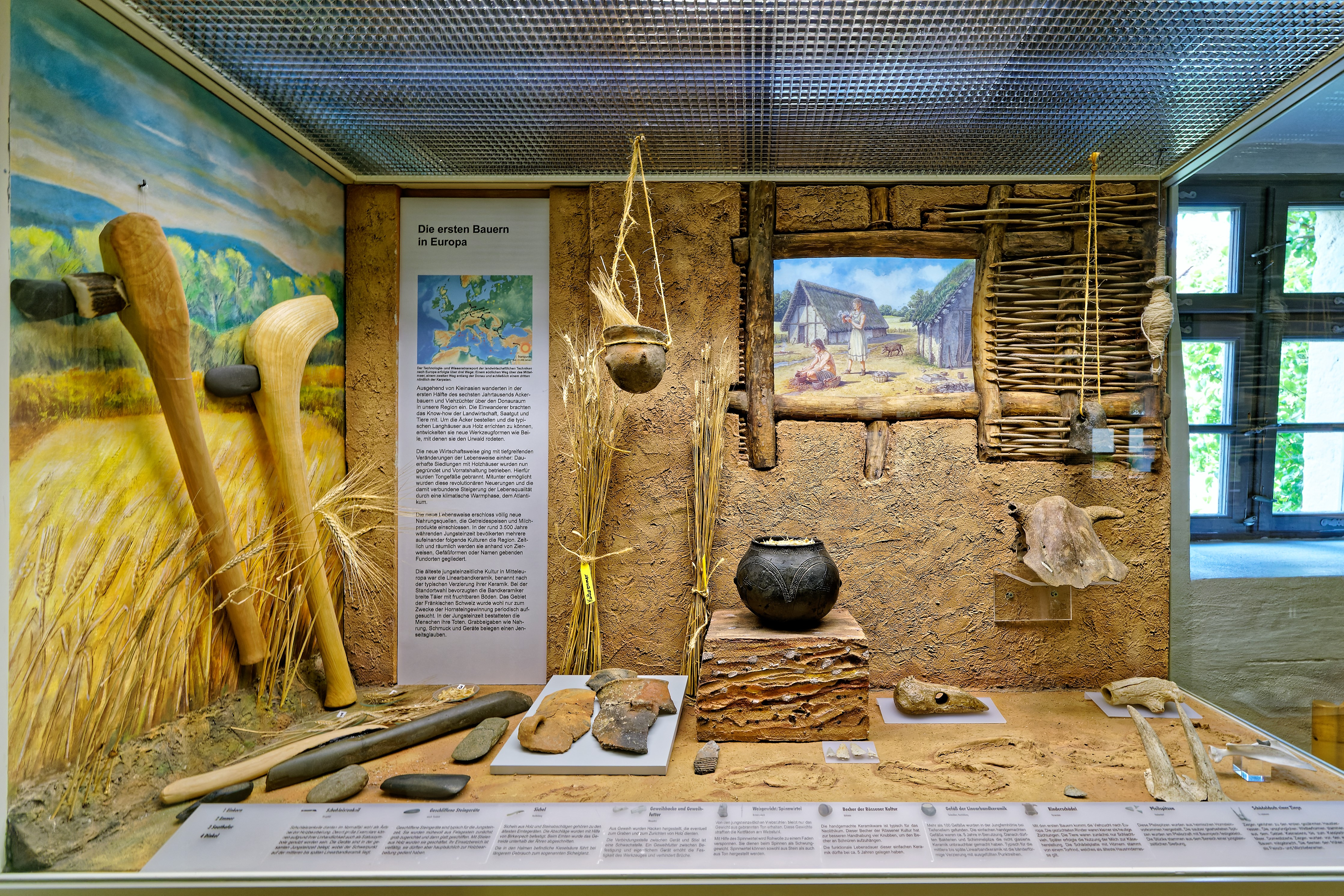
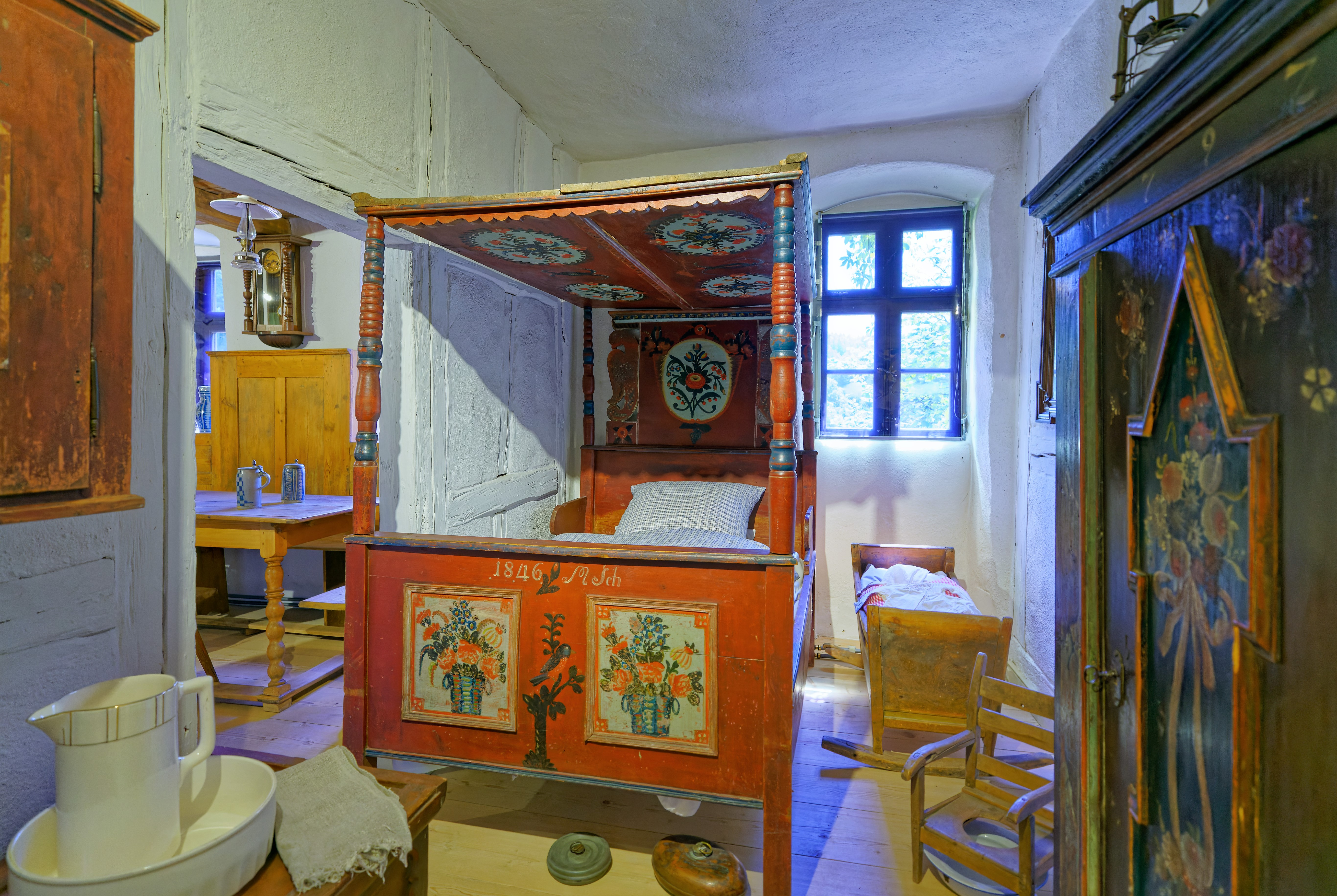
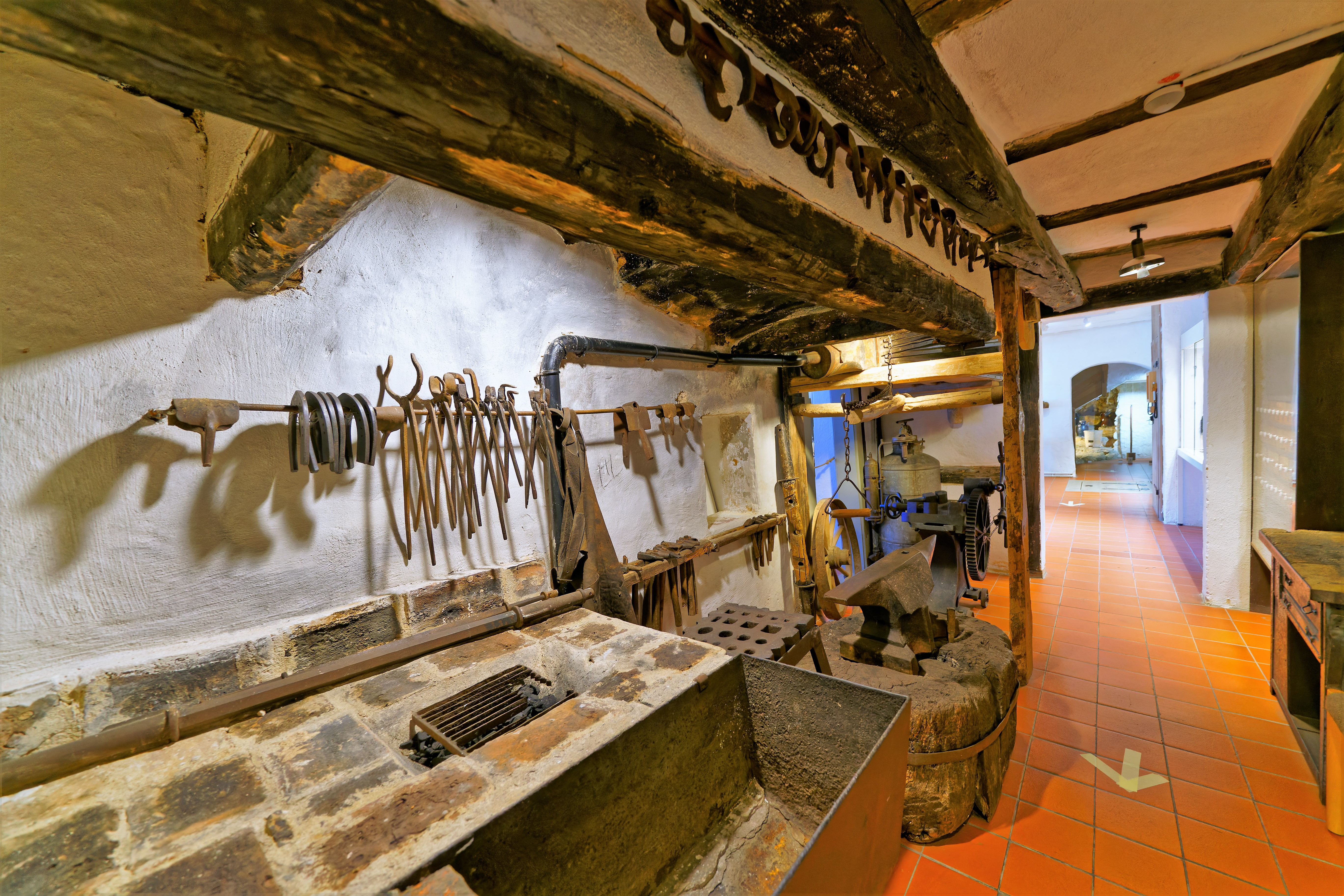